# مقاطعة أومسك

علم أومسك

أوبلاست أومسك هي إحدى الكيانات الفدرالية في روسيا. وتحوي المدن والقرى التالية:
إيسيلكول،
كالاتشينسك،
نازيفايفسك،
أومسك،
تارا، روسيا،
تيوكالينسك،

## أعلام
- كريستينا سيفكوفا
- ماريا دولينا